# 姉沼
姉沼（あねぬま）は、青森県東部に位置する沼である。

## 地理
小川原湖の南に位置する。三沢市と接するが、沼自体は上北郡東北町に属する。流入河川は姉沼川と中津川。流出河川は姉沼川であり、200メートル程離れた小川原湖に流れ出る。小川原湖との間には在日米軍三沢基地が管理する姉沼通信所が存在し、とりわけ巨大な通信傍受施設である「象の檻」(AN/FLR-9)が目立つ。

## 利用
小川原湖漁業協同組合によって管理されている。かつて淡水真珠の養殖が試みられたが、失敗している。厳冬期は結氷しワカサギの穴釣りで賑わうが、それ以外の季節は閑散とし、時折戦闘機の爆音が響くのみである。

## 交通
青い森鉄道線（2010年12月3日までは東日本旅客鉄道（JR東日本）東北本線であった）小川原駅下車後、徒歩40分。または三沢駅下車後、自動車で20分。

## 伝説
以下は姉沼及び小川原湖にまつわる伝説である。
飛鳥時代の頃、都の公家橘中納言道忠公は世をはかなみ、東国行脚の旅に出た。道忠公には二人の娘がいた。即ち姉の玉代姫、妹の勝世姫である。
娘たちは父の身を案じ、父の後を追うため諸国を巡る。やがて二人は、長い旅路の末、北の果ての沼で、探し求めた父が既に亡くなっていることを知る。姉妹は嘆き悲しみ、玉代姫は沼に入水した。後を追うように勝世姫も別の沼に入水した。玉代姫の沈んだ沼を姉沼、勝世姫の沈んだ沼を妹沼（今の小川原湖）と呼ぶようになった。
そして現在、橘中納言道忠公は沼崎観音、玉代姫は姉戸大明神、勝世姫は廣沼大明神に祀られている。